# Стефано Балло
Стефано Балло (італ. Stefano Ballo, 18 лютого 1993) — італійський плавець.
Учасник Олімпійських Ігор 2020 року.
Призер Чемпіонату Європи з водних видів спорту 2020 року.